# Asterias forbesi
Asterias forbesi is een zeester uit de familie Asteriidae.
De wetenschappelijke naam van de soort werd in 1848 gepubliceerd door Pierre Jean Édouard Desor.